# Манор (команда Формули-1)
Manor Grand Prix Racing Limited (вистпула під назвою Manor Racing MRT або Pertamina Manor Racing MRT) — колишня британська гоночна команда і конструктор Формули-1, що базувалась в Бенбері, Оксфордшир, Велика Британія. Команда приєдналась до Формули-1 у 2010 році під назвою «Virgin Racing»; Наступного року Virgin прийняла Marussia як титульного спонсора, ставши «Marussia Virgin Racing», після чого була повністю перейменована в «Marussia F1 Team» у 2012 році.
Команда збанкротувала в листопаді 2014 року через борг близько 60 мільйонів фунтів стерлінгів. Серед компаній, яким заборгувала Marussia, були колишні конкуренти McLaren і Ferrari. 19 січня 2015 року адміністратори Marussia оголосили, що аукціон її автомобілів та активів скасовано, щоб дозволити можливий викуп. Команда вийшла з під адміністрації 19 лютого 2015 року та була відновлена як «Manor Marussia F1 Team» після підписання CVA (Company voluntary arrangements) та залучення нових інвестицій для порятунку команди. Пізніше було оголошено, що власник і генеральний директор OVO Energy Стівен Фіцпатрик придбав команду. Упродовж сезону 2015 року команда зберігала назву «Marussia» як конструктор, а також отримала британську ліцензію. 19 січня 2016 року команда оголосила, що буде перейменована в «Manor Racing».
Команда змагалася під назвою конструктора MRT, що означає Manor Racing Team.
6 січня 2017 року було оголошено, що материнська компанія Manor, Just Racing Services, була передана адміністраторам FRP Advisory. 27 січня компанія Just Racing Services збанкротувала після того, як не знайшла покупця. Команда припинила своє існування перед початком нового сезону, у березні 2017 року, оскільки жодна спроба продати команду новому власнику не увінчалася успіхом. Їхній вступний внесок за 2017 рік був повернутий наприкінці 2017 року.

## Історія

### Передісторія
У 2009 році Manor Grand Prix здобула право на участь у Формулі-1 на сезон 2010 року, як об'єднання між успішною юніорською гоночною командою Manor Motorsport і Wirth Research. До кінця того ж року ці організації стали відомі як Virgin Racing, на честь Virgin Group Річарда Бренсона, яка придбала титульні спонсорські права. Marussia була одним із партнерів команди в її дебютному сезоні, де вона фінішувала на дванадцятому і останньому місці в чемпіонаті конструкторів. У листопаді 2010 року Marussia Motors придбала контрольний пакет акцій команди, і команда стала відома як «Marussia Virgin Racing» у сезоні 2011 року.
Після невтішного початку сезону 2011 року команда припинила співпрацю з Wirth Research і розпочала партнерство з McLaren Applied Technologies перед сезоном 2012 року. З цим відбувся переїзд із початкової бази в Діннінгтоні до старих приміщень Wirth у Бенбері у Великій Британії. Тим часом команда знову завершила чемпіонат на дні підсумкової таблиці кубку конструкторів. У листопаді 2011 року команда звернулася до комісії Формули-1 з проханням офіційно змінити назву конструктора сезону 2012 року з Virgin на Marussia, щоб відобразити нового власника команди змінивши назву на Marussia F1 Team. Дозвіл було надано до того, як його офіційно ратифікували на засіданні Всесвітньої ради автоспорту FIA. Команда виступала як Marussia до 2014 року, коли збанкротувала в середині сезону.
У травні 2015 року команда оголосила про прихід Луки Фурбатто на посаду головного дизайнера. До команди також приєднався Боб Белл в якості консультанта.
Угода про порятунок команди була укладена напередодні сезону 2015 року, коли Manor керував командою незалежно від Marussia, хоч команда і зберегла назву Marussia, щоб отримати призовий фонд сезону 2014 року. Після використання застарілого шасі та силового агрегату протягом 2015 року, команда змінила бренд на Manor Racing MRT на 2016 рік і підписала угоду про використання двигунів Mercedes.
У грудні 2015 року Дейв Раян був призначений керівником команди, а в січні 2016 року відбулося ще два призначення. Команда призначила колишнього головного конструктора Ferrari Ніколаса Томбазіса своїм головного інженера з аеродинаміки і найняла колишнього співробітника Ferrari Пета Фрая як інженерного консультанта.
У лютому 2016 року Manor підтвердив, що Паскаль Верляйн, чемпіон DTM 2015 року і молодший водій Mercedes, і Ріо Харьянто будуть брати участь у гонках за команду в 2016 році.

### Сезон 2016

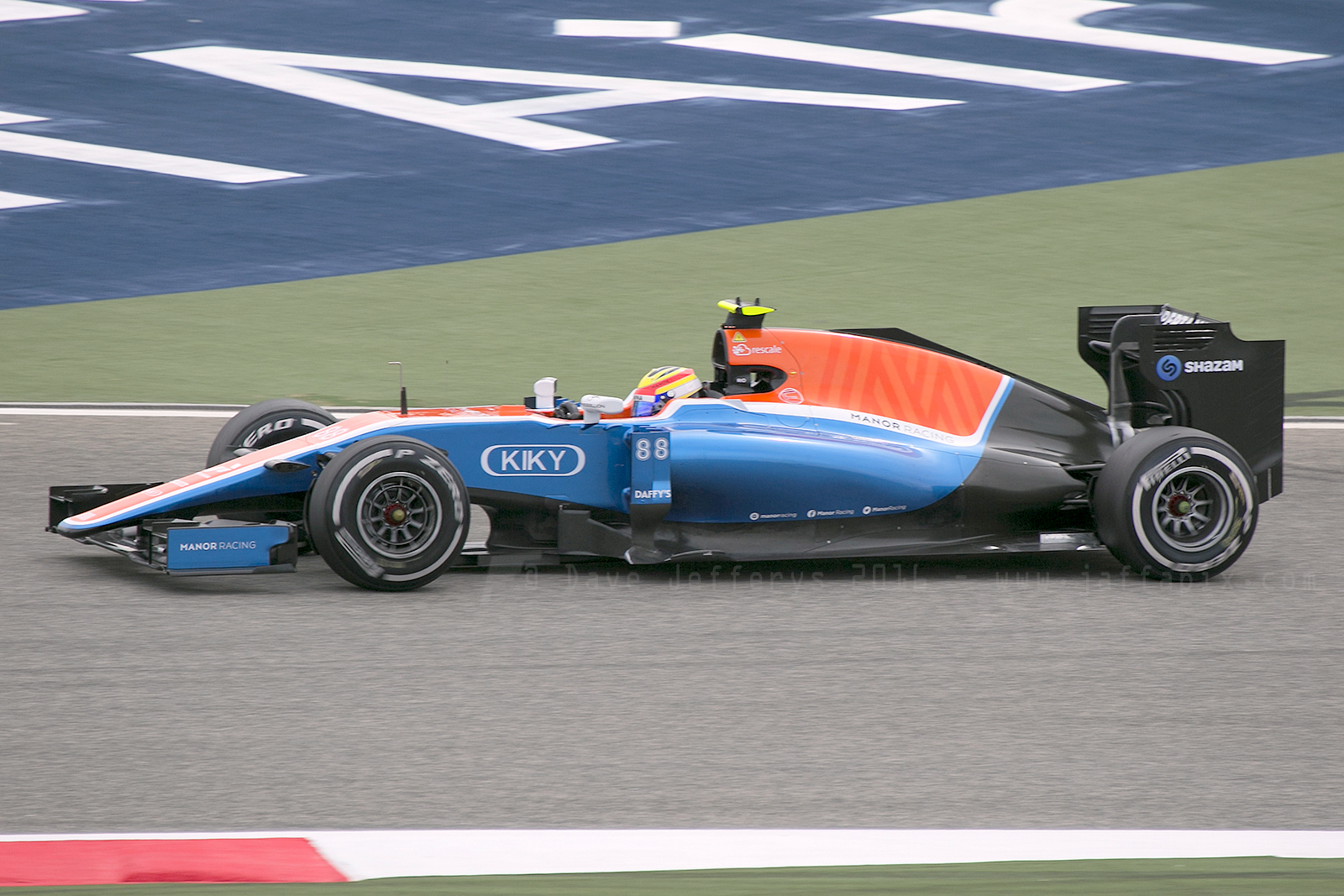
Ріо Харьянто на Гран-прі Бахрейну 2016

22 лютого 2016 року Manor представила свій новий автомобіль на першому тесті. Під керівництвом Фіцпатріка команда пройшла повний ребрендинг, і колір команди змінився на червоний, білий та синій.
Під час першої гонки сезону в Австралії Ріо Харьянто зійшов через проблему з трансмісією, а Паскаль Верляйн фінішував на шістнадцятому місці. На наступній гонці в Бахрейні Верляйн був за одне місце від того, щоб досягти другого сегменту кваліфікації вперше в кар’єрі, здобувши шістнадцяте місце в кваліфікації. Харьянто завершив гонку на 17-му місці.
На Гран-прі Австрії Верляйн посів 12-е місце у кваліфікації, що стало найвищим, досягнутим командою. Верляйн також набрав перше очко в історії команди та найкращий результат, зайнявши 10-е місце в гонці.
Резервний пілот команди Александр Россі переміг в Індіанаполіс 500.
Перед Гран-прі Бельгії Ріо Харьянто був понижений до резервного гонщика через «невиконання своїх контрактних зобов’язань», оскільки його спонсори не змогли виконати свої фінансові зобов’язання. На наступні дев’ять гонок сезону його замінив Естебан Окон, який часто з’являвся на тестах як для Renault, так і для Mercedes, і який вважався перспективним молодим талантом.
Наприкінці Гран-прі Бразилії, який проходив за несприятливих погодних умов, Sauber набрав два очки, випередивши Manor у чемпіонаті, що коштувало команді 30 мільйонів фунтів стерлінгів призових.
Перед Гран-прі Абу-Дабі поширювалися новини, які підтвердив Стівен Фіцпатрик, що команда веде переговори з новим інвестором. Однак на початку січня 2017 року материнську компанію команди передали під адміністрацію після невдалих інвестиційних переговорів, що поставило під сумнів їхню участь у сезоні 2017 року. Хоча команда сплатила вступний внесок на участь в сезоні 2017 року, оскільки їхня участь не відбулася, FIA повернула стартовий внесок наприкінці 2017 року.

## Результати виступів в Формулі-1
| Сезон | Назва                      | Шасі  | Двигун                          | Шини | Пілоти          | 1    | 2   | 3   | 4    | 5   | 6   | 7   | 8    | 9   | 10   | 11  | 12  | 13   | 14   | 15  | 16  | 17  | 18  | 19   | 20  | 21  | Очки | Місце |
| ----- | -------------------------- | ----- | ------------------------------- | ---- | --------------- | ---- | --- | --- | ---- | --- | --- | --- | ---- | --- | ---- | --- | --- | ---- | ---- | --- | --- | --- | --- | ---- | --- | --- | ---- | ----- |
| 2016  | Pertamina Manor Racing MRT | MRT05 | Mercedes PU106C Hybrid 1.6 V6 t | P    |                 | АВС  | БАХ | КИТ | РОС  | ІСП | МОН | КАН | ЄВР  | АВТ | ВЕЛ  | УГО | НІМ | БЕЛ  | ІТА  | СІН | МАЛ | ЯПО | США | МЕК  | БРА | АБУ | 1    | 11    |
| 2016  | Pertamina Manor Racing MRT | MRT05 | Mercedes PU106C Hybrid 1.6 V6 t | P    | Ріо Харьянто    | Схід | 17  | 21  | Схід | 17  | 15  | 19  | 18   | 16  | Схід | 21  | 20  |      |      |     |     |     |     |      |     |     | 1    | 11    |
| 2016  | Pertamina Manor Racing MRT | MRT05 | Mercedes PU106C Hybrid 1.6 V6 t | P    | Естебан Окон    |      |     |     |      |     |     |     |      |     |      |     |     | 16   | 18   | 18  | 16  | 21  | 18  | 21   | 12  | 13  | 1    | 11    |
| 2016  | Pertamina Manor Racing MRT | MRT05 | Mercedes PU106C Hybrid 1.6 V6 t | P    | Паскаль Верляйн | 16   | 13  | 18  | 18   | 16  | 14  | 17  | Схід | 10  | Схід | 19  | 17  | Схід | Схід | 16  | 15  | 22  | 17  | Схід | 15  | 14  | 1    | 11    |